# Ceratosphys
Ceratosphys es un género de miriápodos cordeumátidos de la familia Opisthocheiridae. Sus 25 especies conocidas son de distribución paleártica.

## Especies
Se reconocen las siguientes:
- Ceratosphys amoena Ribaut, 1920
- Ceratosphys angelieri Mauriès, 1964
- Ceratosphys bakeri Mauriès, 1990
- Ceratosphys banyulensis Brölemann, 1926
- Ceratosphys confusa Ribaut, 1955
- Ceratosphys cryodeserti Gilgado, Mauriès & Enghoff, 2015[2]
- Ceratosphys deharvengi Mauriès, 1978
- Ceratosphys dentata Ribaut, 1956
- Ceratosphys fernandoi Mauriès, 2014
- Ceratosphys flammeola Mauriès, 2014
- Ceratosphys geronensis Mauriès, 1963
- Ceratosphys guttata Ribaut, 1956
- Ceratosphys hispanica Ribaut, 1920
- Ceratosphys jabaliensis Mauriès, 2013
- Ceratosphys mariacristinae Mauriès, 2013[3]
- Ceratosphys maroccana Mauriès, 1985
- Ceratosphys nivium Ribaut, 1927
- Ceratosphys nodipes (Attems, 1952)
- Ceratosphys picta Ribaut, 1951
- Ceratosphys simoni Ribaut, 1920
- Ceratosphys solanasi (Mauriès & Vicente, 1978)
- Ceratosphys soutadei Mauriès, 1969
- Ceratosphys taurus Ribaut, 1956
- Ceratosphys vandeli Mauriès, 1963
- Ceratosphys vicenteae Mauriès, 1990